# Colorado Rapids 2
El Colorado Rapids 2 es un equipo de fútbol de Estados Unidos que juega en la MLS Next Pro, la tercera división nacional.

## Historia
Fue fundado el 6 de diciembre de 2021 en la ciudad de Denver, Colorado como el equipo filial del Colorado Rapids en la MLS Next Pro en su temporada inaugural de 2022.

## Jugadores

### Equipo 2024
- Incluye jugadores cedidos del primer equipo, de las inferiores y a prueba.